# Benedykt Konowalski
Benedykt Konowalski (ur. 21 marca 1928 w Radomiu, zm. 27 stycznia 2021 w Warszawie) – polski kompozytor, dyrygent i pedagog.

## Życiorys

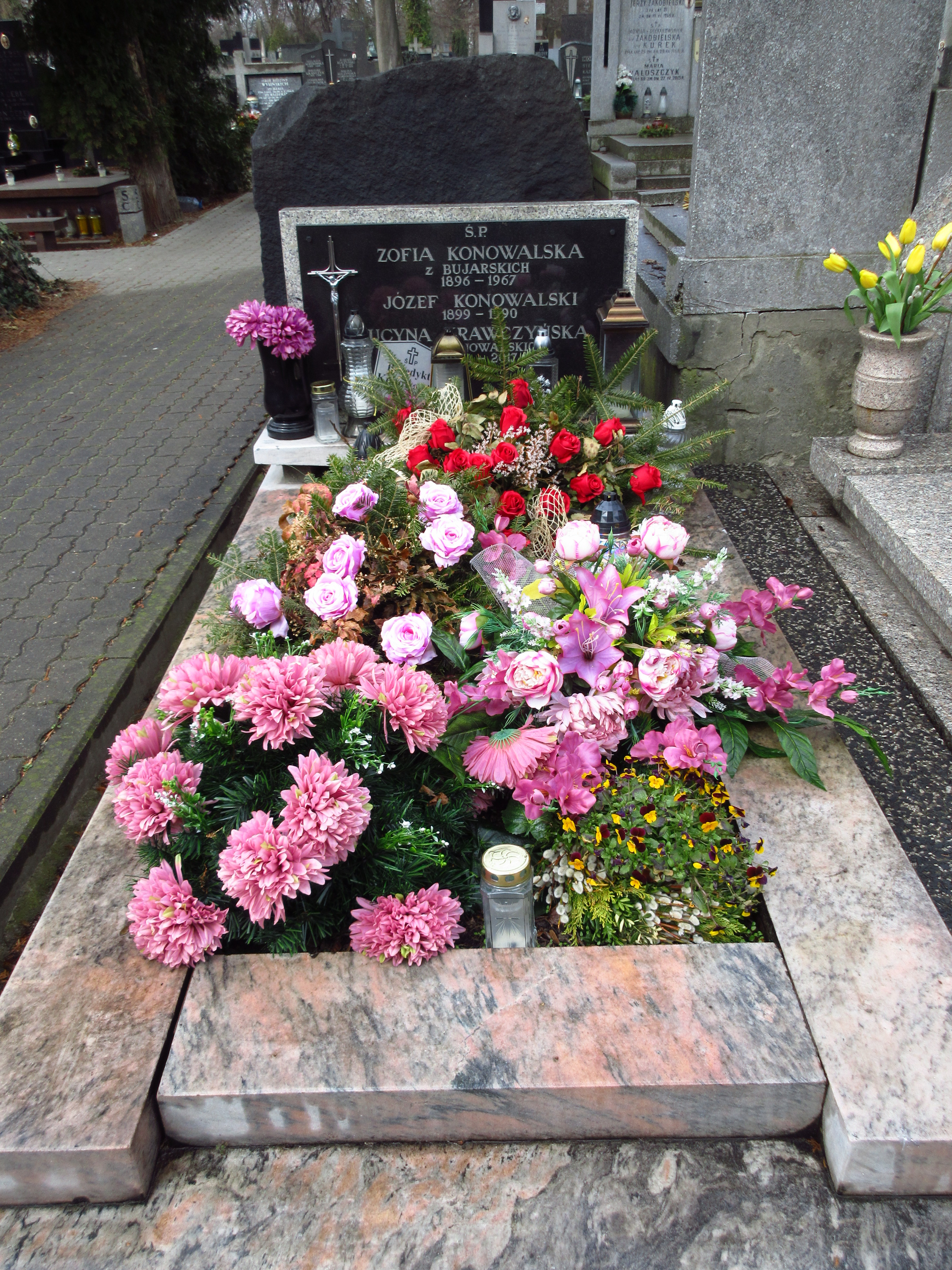
Grób Benedykta Konowalskiego na cmentarzu Bródnowskim

Syn Józefa Konowalskiego (1899–1990), kompozytora i skrzypka w orkiestrze Stefana Rachonia. W 1952 ukończył studia na Wydziale Prawa Uniwersytetu Warszawskiego. Będąc jeszcze studentem Państwowej Wyższej Szkole Muzycznej w Warszawie (PWSM) został wcielony do służby wojskowej i powołany na stanowisko kierownika i dyrygenta Zespołu Pieśni i Tańca Wojsk Lotniczych w Warszawie, a następnie przeniesiony do Centralnego Zespołu Artystycznego Wojska Polskiego w Warszawie, gdzie od 1956 do 1972 pełnił funkcję dyrygenta i kierownika muzycznego. Pod kierunkiem Jana Maklakiewicza i Tadeusza Szeligowskiego ukończył studia w PWSM na Wydziale Kompozycji (1960), a następnie na Wydziale Dyrygentury Symfoniczno-Operowej u Stanisława Wisłockiego (1964). Od 1966 na macierzystej uczelni był wykładowcą (od 1987 jako profesor), później prodziekanem Wydziału Kompozycji, Dyrygentury i Teorii Muzyki, w latach 1984–1987 pełnił funkcję prorektora. W latach 1972–1992 przewodniczył kolegium redakcyjnemu Wydawnictwa Muzycznego Agencji Autorskiej w Warszawie.
Od 1952 był członkiem ZAiKS-u, od 1965 członkiem Związku Kompozytorów Polskich. 
Prowadził wiele koncertów symfonicznych, na których dyrygował w kraju i poza jego granicami. Nagrał wiele płyt i programów telewizyjnych. Pod jego batutą dokonywały się prawykonania utworów kompozytorów współczesnych.
Wielokrotnie wygrywał konkursy artystyczne m.in. został laureatem konkursu kompozytorskiego Oddziału Warszawskiego Związku Kompozytorów Polskich (1990), Międzynarodowego Konkursu Organowego im. Feliksa Nowowiejskiego (1996) oraz Międzynarodowego Konkursu Kompozytorskiego im. Grażyny Bacewicz (1999). 
Jest kompozytorem blisko 400 utworów, w tym 44 symfonii, 7 oratoriów, 2 oper, oraz wielu koncertów, utworów kameralnych i chóralnych. Tworzył suity, muzykę wokalną, wokalno-instrumentalną i baletową oraz utwory dla dzieci. 
Zmarł w Warszawie, pochowany 12 lutego 2021 na cmentarzu Bródnowskim (kwatera 3B-5-32).

## Ordery i odznaczenia
- Krzyż Oficerski Orderu Odrodzenia Polski (1986)[10]
- Krzyż Kawalerski Orderu Odrodzenia Polski (1980)[10]
- Medal 40-lecia Polski Ludowej (1984)[11]
- Srebrny Medal „Zasłużony Kulturze Gloria Artis” (2008)[12]
- Medal Polonia Mater Nostra Est (1998)
- Medal „Milito Pro Christo” (2017)[13]
- Odznaka „Zasłużony Działacz Kultury”[14]
- Srebrna Odznaka honorowa „Za Zasługi dla Warszawy” (1967)[15]
- Medal 80 lat Niepodległości Polski (1998)[16]
- Medal za Zasługi dla Kultury w Wojsku Polskim (1998)[14]
- Medal za Zasługi dla Uniwersytetu Muzycznego im. Fryderyka Chopina w Warszawie (2010)[16]
- Medal ZAiKS-u (1988)[17]
- Medal 90-lecia ZAiKS-u (2009)[17]
- Honorowa Odznaka Stowarzyszenia Autorów ZAiKS (1978)[5]

## Nagrody
- Nagroda Ministra Obrony Narodowej III stopnia w dziedzinie muzyki (1974)[18]
- Nagroda Ministra Kultury i Sztuki (1977, 1987)
- Nagroda Prezesa Rady Ministrów I stopnia za całokształt twórczości artystycznej oraz za twórczość dla dzieci i młodzieży (1979, 1987)
- Nagroda 100-lecia ZAiKS-u (2018)[17]